# Nehemiah Persoff
Pour les articles homonymes, voir Nehemiah.
Nehemiah Persoff, né le 2 août 1919 à Jérusalem et mort le 5 avril 2022 à San Luis Obispo (Californie), est un acteur américain.

## Biographie
Nehemiah Persoff naît le 2 août 1919 à Jérusalem.
Acteur de seconds rôles, principalement dans les films noirs et les westerns, il se fait connaître avec son rôle de chef de la mafia dans Certains l'aiment chaud.
Il est ensuite un acteur récurrent de séries télévisées comme  Les Incorruptibles, les Mystères de l'Ouest ou Mission Impossible.
Au même titre que Norman Lloyd disparu en mai 2021, il fut l'un des acteurs masculins le plus âgés au monde jusqu'à sa mort survenue le 5 avril 2022 à San Luis Obispo, à l'âge de 102 ans.

## Filmographie
- 1948 : La Cité sans voiles (The Naked City) : Smiling man departing subway
- 1954 : Sur les quais (On the Waterfront) : chauffeur de taxi
- 1956 : Plus dure sera la chute (The Harder They Fall) de Mark Robson : Leo
- 1956 : The Wild Party : Kicks Johnson
- 1956 : Le Faux Coupable (The Wrong Man) : Eugene "Gene" Conforti
- 1957 : Cote 465 (Men in War) : Sfc. Nate Lewis
- 1957 : Street of Sinners : Leon
- 1958 : Barrage contre le Pacifique (This Angry Age) : Albert
- 1958 : L'Or du Hollandais (The Badlanders) : Vincente (The Powder Monkey)
- 1959 : Never Steal Anything Small (en) de Charles Lederer : Pinelli
- 1959 : Vertes Demeures (Green Mansions) : Don Panta
- 1959 : Al Capone : Johnny Torrio
- 1959 : Certains l'aiment chaud (Some Like It Hot) : le Petit Bonaparte
- 1959 : La Chevauchée des bannis (Day of the Outlaw) : Dan, Starret's Foreman
- 1961 : The Big Show (en) de James B. Clark : Bruno
- 1961 : Les Comancheros (The Comancheros) : Graile
- 1963 : Un homme doit mourir (The Hook) : le capitaine Van Ryn
- 1964 : Papa play-boy (A Global Affair) : Under Secretary Segura
- 1964 : Fate Is the Hunter de Ralph Nelson : Ben Sawyer
- 1965 : La Plus Grande Histoire jamais contée (The Greatest Story Ever Told) : Shemiah
- 1966 : Too Many Thieves d'Abner Biberman : Georgi
- 1968 : La Mafia fait la loi (Il Giorno della civetta) : Pizzuco
- 1968 : La Guerre des cerveaux (The Power) : le professeur Carl Melnicker
- 1968 : Panic in the City : August Best
- 1968 : The Money Jungle (en) : lieutenant Dow Reeves
- 1969 : The Girl Who Knew Too Much : lieutenant Crawford
- 1970 : The People Next Door : Dr Salazar
- 1971 : Mrs. Pollifax-Spy : Berisha
- 1971 : Red Sky at Morning (en) de James Goldstone : Amadeo Montoya
- 1975 : Le Tueur démoniaque (Psychic Killer) : Dr Gubner
- 1976 : Le Voyage des damnés (Voyage of the Damned) : Mr. Hauser
- 1977 : Deadly Harvest : Mort Logan
- 1979 : In Search of Historic Jesus : Herod Antipas
- 1981 : St. Helens : Mr. Ellison
- 1982 : O'Hara's Wife : docteur Fischer
- 1983 : Yentl : Reb Mendel 'Papa'
- 1986 : Fievel et le Nouveau Monde (An American Tail) : Papa Mousekewitz (voix)
- 1988 : La Dernière Tentation du Christ (The Last Temptation of Christ) : Rabbi
- 1988 : Jumeaux (Twins) : Mitchell Traven
- 1991 : Fievel au Far West (An American Tail: Fievel Goes West) : Papa Mousekewitz (voix)
- 1998 : Fievel et le Trésor perdu (An American Tail: The Treasure of Manhattan Island) (vidéo) : Papa Mousekewitz (voix)
- 1999 : 4 Faces
- 1999 : An American Tail: The Mystery of the Night Monster (vidéo) : Papa Mousekewitz (voix)

## Télévision
- 1953 : Marty (TV) : The Critic
- 1959 : La Quatrième Dimension, saison 1, La nuit du jugement : Carl Lanser
- 1959 : Les Incorruptibles, saison 1, La chaise vide (The empty chair) : Jake Guzik
- 1960 : Les Incorruptibles, L'Histoire de Waxey Gordon
- 1964 : The Tenderfoot (téléfilm)
- 1965 à 1968 : Les Mystères de l'Ouest (The Wild Wild West), de Michael Garrison (série télévisée)
  - La Nuit des Ténèbres (The Night of the Inferno), saison 1, épisode 1, de Gilbert Ralston (1965) : le général Andres de la Torres Cassinello
  - La Nuit de la mortelle Floraison (The Night of the Deadly Blossom), saison 2, épisode 25, d'Alan Crosland Jr. (1967) : Adam Barclay
  - La Nuit de la Terreur cachée (The Night of the Underground Terror), saison 3, épisode 19, de James B. Clark (1968) : Major Hazard
- 1966 à 1969 : Mission Impossible, de Bruce Geller (série télévisée)
  - Enjeux (Odds on Evil), saison 1, épisode 1, de Charles R. Rondeau (1966) : Prince Iben Kostas
  - Les 40 millions du Président (The Vault), saison 3, épisode 23, de Richard Benedict (1969) : Phillipe Pereda
  - De l'or... pour des prunes (Fool's Gold), saison 4, épisode 5, de Murray Golden (1969) : Igor Stravos
- 1966 : Un nommé Kiowa Jones (The Dangerous Days of Kiowa Jones) (TV) : Skoda
- 1968 : The Treasure of San Bosco Reef : le capitaine Malcione
- 1968 : Escape to Mindanao (TV) : le capitaine Kramer
- 1968 : Au cœur du temps, saison 1, épisode 4 "Arme secrète" (TV) : Biraki
- 1970 : Cutter's Trail (TV) : Santillo
- 1972 : Michael O'Hara the Fourth (TV) : Artie Moreno
- 1972 : Lieutenant Schuster's Wife (TV) : Champagne Joe Carroll
- 1972 : Les Rues de San Francisco (TV) - Saison 1, épisode 13 (Bitter Wine) : Cadmus Kampacalas
- 1973 : Dracula (TV) : Dr Van Helsing
- 1974 : The Sex Symbol (TV) : Nick Fortis
- 1974 : The Stranger Within (TV) : Dr Edward Klein
- 1974 : The Missiles of October (TV) : le ministre des Affaires étrangères Andreï Gromyko
- 1975 : Eric (TV) : Dr Duchesnes
- 1976 : Columbo : Tout n'est qu'illusion (Now You See Him) (TV) : Jesse Jerome
- 1976 : Francis Gary Powers: The True Story of the U-2 Spy Incident (TV) : Rudenko
- 1977 : L'Homme qui valait trois milliards (The Six Million Dollar Man) (série télévisée), saison 4, épisode 15, de Richard Moder : Major Popov
- 1978 : A Double Life (TV) : Carlos
- 1978 : High Hopes (série télévisée) : Dr Aaron Herzog
- 1978 : Killing Stone (TV) : Earl Stone
- 1978 : Ziegfeld: The Man and His Women (en) (TV) : Charles Frohman
- 1978 : The Word (feuilleton TV) : Abbot Petropolous
- 1978 : La Petite Maison dans la prairie (série télévisée) : Olaf Lunstrom
- 1978 : Greatest Heroes of the Bible (feuilleton TV) : Malimar
- 1978 : L'Âge de cristal (série télévisée) (épisode 13) : Asa
- 1978 : Super Jaimie (The bionic woman) (série télévisée), saison 3, épisode 19, Voyage astral (out of body) : Dr Philips Jenning
- 1979 : The Rebels (TV) : baron Von Steuben
- 1979 : Terreur à bord ("The French Atlantic Affair") (feuilleton TV) : colonel Schreiner
- 1980 : B.A.D. Cats (série télévisée)
- 1980 : F.D.R.: The Last Year (TV) : Joseph Staline
- 1980 : The Henderson Monster (TV) : professeur Leo Tedeschi
- 1980 : Turnover Smith (TV) : Ashmed Amad
- 1980 : Condominium (TV) : Conlaw
- 1983 : This Is the Life (série télévisée)
- 1983 : Sadat (TV) : Léonid Brejnev
- 1988 : The Big Knife (TV) : Hoff
- 1989 : MacGyver (saison 5, épisode 9 "Un paysage d'Anvers") : Sam Bolinski
- 1990 : Star Trek :  La Nouvelle Génération (saison 3, épisode 22 "Les Jouets") : Palor Toff